# Kleinbahn Lingen–Berge–Quakenbrück
| Kursbuchstrecke: | 223f (1946)                     |                                |                                |
| Streckenlänge: | 55,3 km                         |                                |                                |
| Spurweite: | 750 mm (Schmalspur)             |                                |                                |
| |                                 |                                |                                |
| Kategorisierung | Schmalspurbahn                  |                                |                                |
| Ausbau | eingleisig nicht elektrifiziert |                                |                                |
| \| \| -1,7 \| Lingen-Kanalhafen \| Lingen-Kanalhafen \| \| \| 0,0 \| Lingen Kleinbahnhof \| Lingen Kleinbahnhof \| \| \| \| Brücke über die Emslandstrecke \| \| \| \| 2,0 \| Lingen Stadtflur \| Lingen Stadtflur \| \| \| 4,7 \| Brögbern \| Brögbern \| \| \| 6,3 \| Clusorth \| Clusorth \| \| \| 7,8 \| Plankorth \| Plankorth \| \| \| 10,2 \| Bawinkel \| Bawinkel \| \| \| 14,6 \| Bregenbeck \| Bregenbeck \| \| \| 17,1 \| Gersten \| Gersten \| \| \| 20,1 \| Lengerich \| Lengerich \| \| \| 23,8 \| Wettrup \| Wettrup \| \| \| 24,9 \| Handrup Kloster \| Handrup Kloster \| \| \| 27,3 \| Vechtel \| Vechtel \| \| \| 30,2 \| Ohrtermersch \| Ohrtermersch \| \| \| 31,2 \| Ohrte \| Ohrte \| \| \| 33,5 \| Ziegelei Ohrte \| Ziegelei Ohrte \| \| \| 35,0 \| Kiesgrube \| Kiesgrube \| \| \| 37,1 \| Berge \| Berge \| \| \| 40,7 \| Dalvers \| Dalvers \| \| \| 42,1 \| Renslage \| Renslage \| \| \| 44,9 \| Andorf \| Andorf \| \| \| \| Molkerei \| \| \| \| 46,0 \| Menslage \| Menslage \| \| \| 47,0 \| Schandorf \| Schandorf \| \| \| 48,2 \| Wierup \| Wierup \| \| \| 50,2 \| Bottorf \| Bottorf \| \| \| 52,0 \| Wasserhausen \| Wasserhausen \| \| \| 53,1 \| Hasebrücke \| Hasebrücke \| \| \| \| Bahnstrecke nach Osnabrück \| \| \| \| 55,3 \| Quakenbrück \| Quakenbrück \| \| \| \| Bahnstrecke nach Oldenburg \| \| |                                 |                                |                                |
| Kopfbahnhof Streckenanfang (Strecke außer Betrieb) | -1,7                            | Lingen-Kanalhafen              | Lingen-Kanalhafen              |
| Spitzkehrbahnhof rechts (Strecke außer Betrieb) | 0,0                             | Lingen Kleinbahnhof            | Lingen Kleinbahnhof            |
| Kreuzung geradeaus oben (Strecke geradeaus außer Betrieb) |                                 | Brücke über die Emslandstrecke | Brücke über die Emslandstrecke |
| Haltepunkt / Haltestelle (Strecke außer Betrieb) | 2,0                             | Lingen Stadtflur               | Lingen Stadtflur               |
| Bahnhof (Strecke außer Betrieb) | 4,7                             | Brögbern                       | Brögbern                       |
| Haltepunkt / Haltestelle (Strecke außer Betrieb) | 6,3                             | Clusorth                       | Clusorth                       |
| Bahnhof (Strecke außer Betrieb) | 7,8                             | Plankorth                      | Plankorth                      |
| Bahnhof (Strecke außer Betrieb) | 10,2                            | Bawinkel                       | Bawinkel                       |
| Bahnhof (Strecke außer Betrieb) | 14,6                            | Bregenbeck                     | Bregenbeck                     |
| Bahnhof (Strecke außer Betrieb) | 17,1                            | Gersten                        | Gersten                        |
| Haltepunkt / Haltestelle (Strecke außer Betrieb) | 20,1                            | Lengerich                      | Lengerich                      |
| Bahnhof (Strecke außer Betrieb) | 23,8                            | Wettrup                        | Wettrup                        |
| Bahnhof (Strecke außer Betrieb) | 24,9                            | Handrup Kloster                | Handrup Kloster                |
| Bahnhof (Strecke außer Betrieb) | 27,3                            | Vechtel                        | Vechtel                        |
| Bahnhof (Strecke außer Betrieb) | 30,2                            | Ohrtermersch                   | Ohrtermersch                   |
| Haltepunkt / Haltestelle (Strecke außer Betrieb) | 31,2                            | Ohrte                          | Ohrte                          |
| Dienststation / Betriebs- oder Güterbahnhof (Strecke außer Betrieb) | 33,5                            | Ziegelei Ohrte                 | Ziegelei Ohrte                 |
| Dienststation / Betriebs- oder Güterbahnhof (Strecke außer Betrieb) | 35,0                            | Kiesgrube                      | Kiesgrube                      |
| Bahnhof (Strecke außer Betrieb) | 37,1                            | Berge                          | Berge                          |
| Haltepunkt / Haltestelle (Strecke außer Betrieb) | 40,7                            | Dalvers                        | Dalvers                        |
| Bahnhof (Strecke außer Betrieb) | 42,1                            | Renslage                       | Renslage                       |
| Bahnhof (Strecke außer Betrieb) | 44,9                            | Andorf                         | Andorf                         |
| Dienststation / Betriebs- oder Güterbahnhof (Strecke außer Betrieb) |                                 | Molkerei                       | Molkerei                       |
| Bahnhof (Strecke außer Betrieb) | 46,0                            | Menslage                       | Menslage                       |
| Haltepunkt / Haltestelle (Strecke außer Betrieb) | 47,0                            | Schandorf                      | Schandorf                      |
| Bahnhof (Strecke außer Betrieb) | 48,2                            | Wierup                         | Wierup                         |
| Bahnhof (Strecke außer Betrieb) | 50,2                            | Bottorf                        | Bottorf                        |
| Haltepunkt / Haltestelle (Strecke außer Betrieb) | 52,0                            | Wasserhausen                   | Wasserhausen                   |
| Haltepunkt / Haltestelle (Strecke außer Betrieb) | 53,1                            | Hasebrücke                     | Hasebrücke                     |
| Strecke von rechts · Strecke (außer Betrieb) |                                 | Bahnstrecke nach Osnabrück     | Bahnstrecke nach Osnabrück     |
| Bahnhof · Kopfbahnhof Streckenende (Strecke außer Betrieb) | 55,3                            | Quakenbrück                    | Quakenbrück                    |
| Strecke |                                 | Bahnstrecke nach Oldenburg     | Bahnstrecke nach Oldenburg     |

Die schmalspurige Kleinbahn Lingen–Berge–Quakenbrück erschloss zwischen dem 31. Mai 1904 und ihrer Stilllegung am 31. Mai 1952 48 Jahre lang den ländlich orientierten Raum zwischen den beiden Städten Lingen und Quakenbrück.

## Geschichte

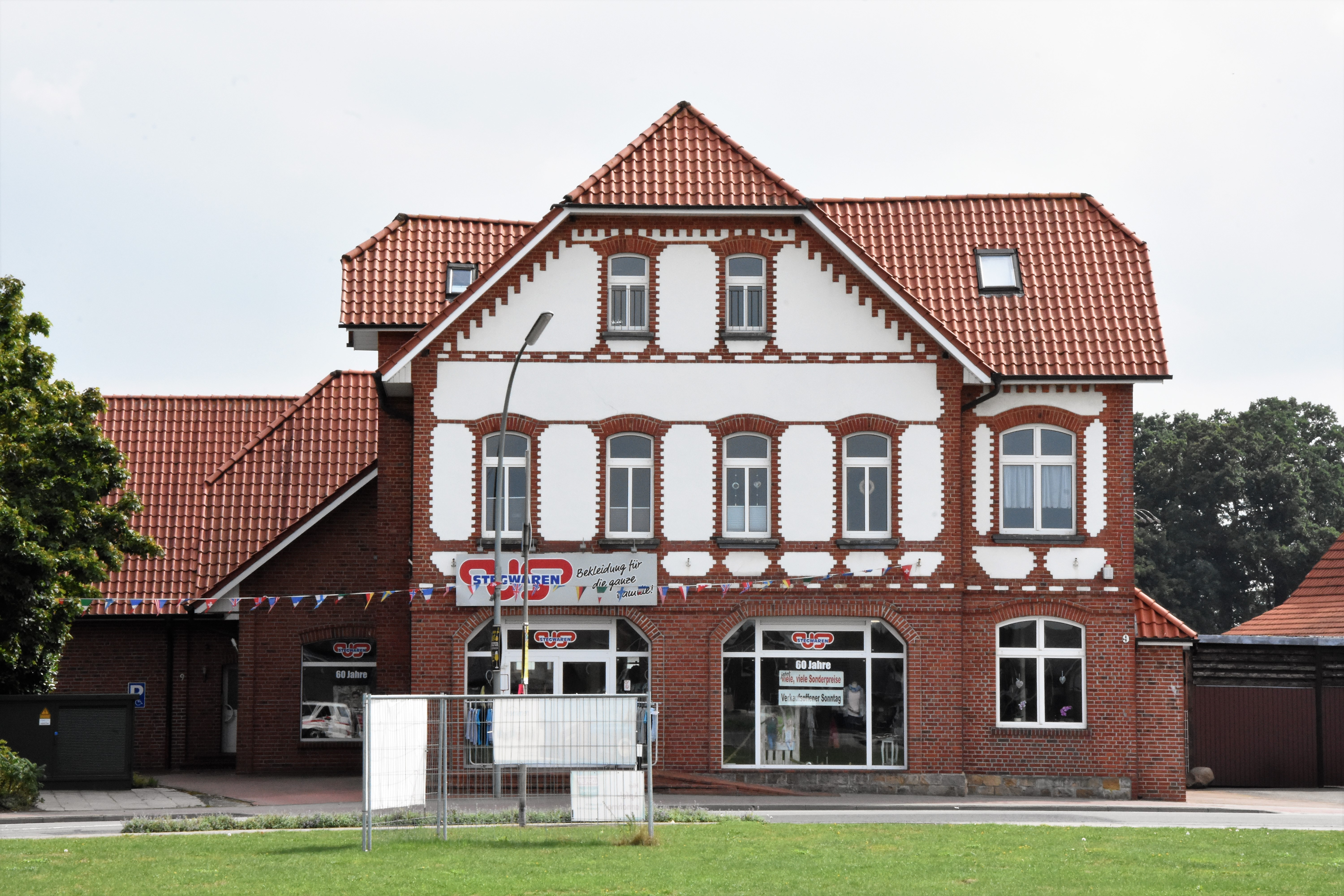
Gebäude des Bahnhofs in Bawinkel

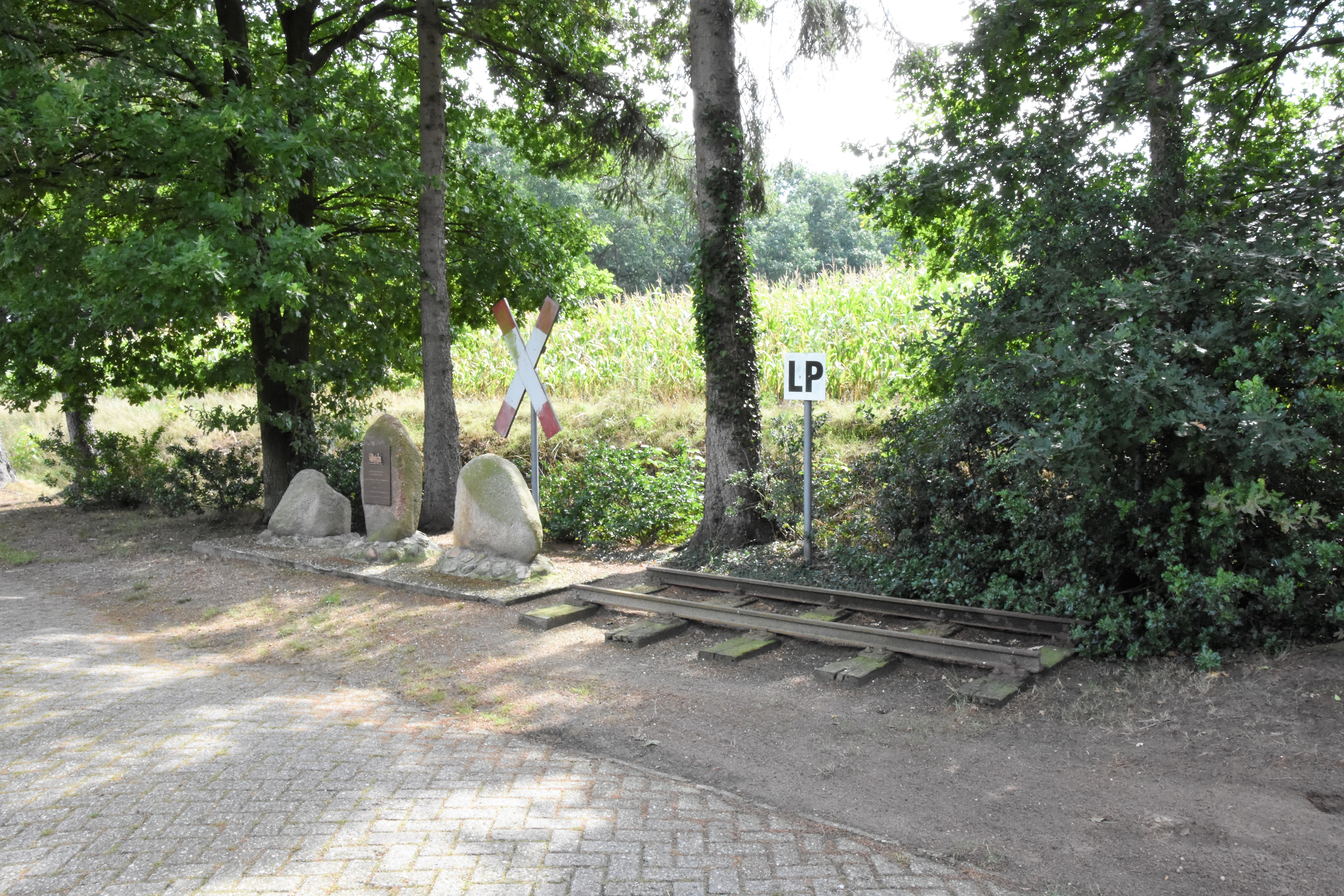
Kleinbahndenkmal in Bawinkel

Die Kleinbahn entstand aus dem Bestreben der Gemeinde Berge, den umgebenden ländlichen Raum verkehrsmäßig besser anzuschließen. Ein erster Versuch, ein solches Bahnprojekt zu realisieren, scheiterte 1897. Erst nachdem die Gemeinde Wettrup ebenfalls Interesse an einer Bahnverbindung gezeigt hatte, wurde ein Komitee der beiden beteiligten Kreise Lingen und Bersenbrück und der an der Bahnstrecke anliegenden Ortschaften gegründet, welches bis zum Jahresende 1899 die Vorarbeiten für die Bahnstrecke ausarbeitete. Am 2. Oktober 1901 wurde die Kleinbahn Lingen – Berge – Quakenbrück GmbH gegründet; von den 1.307.600 Mark Gründungskapital übernahm das Land Preußen ein Drittel. Der Rest der Summe wurde von den Ortschaften, die an der Kleinbahn lagen, dem Kreis Lingen und verschiedenen Privatleuten übernommen. Aus Kostengründen wurde die Bahn mit einer Spurweite von 750 mm gebaut. Der erste Spatenstich war im Juni 1902 und die feierliche Eröffnung der Strecke am 31. Mai 1904. An beiden Endpunkten entstand eine Verknüpfung mit der Staatsbahn.
Die Beförderungsleistungen an Fracht und im Personenverkehr entwickelten sich zwar besser, als am Anfang geplant, doch war besonders der Güterverkehr recht bescheiden. Ein Zwischenhoch ergab sich in den 30er Jahren, als beim Bau des Quakenbrücker Flugplatzes der dafür nötige Kies mit der Kleinbahn transportiert wurde. Nach Ende des Zweiten Weltkriegs war durch den stärker werdenden Kraftverkehr endgültig die Existenzgrundlage der Kleinbahn gefährdet, so dass nötige Erneuerungen an Material und Wagenpark nicht mehr vorgenommen werden konnten. Daraufhin wurde am 1. Januar 1951 ein Antrag auf Entbindung von der Beförderungspflicht gestellt, am 31. Mai 1952 der Betrieb eingestellt und bald darauf die Betriebsanlagen demontiert.
Zwischen Lingen-Stadtflur und Bawinkel wurde als Trasse die vorhandene Straße (Teil der jetzigen Bundesstraße 213) genutzt.

## Strecke

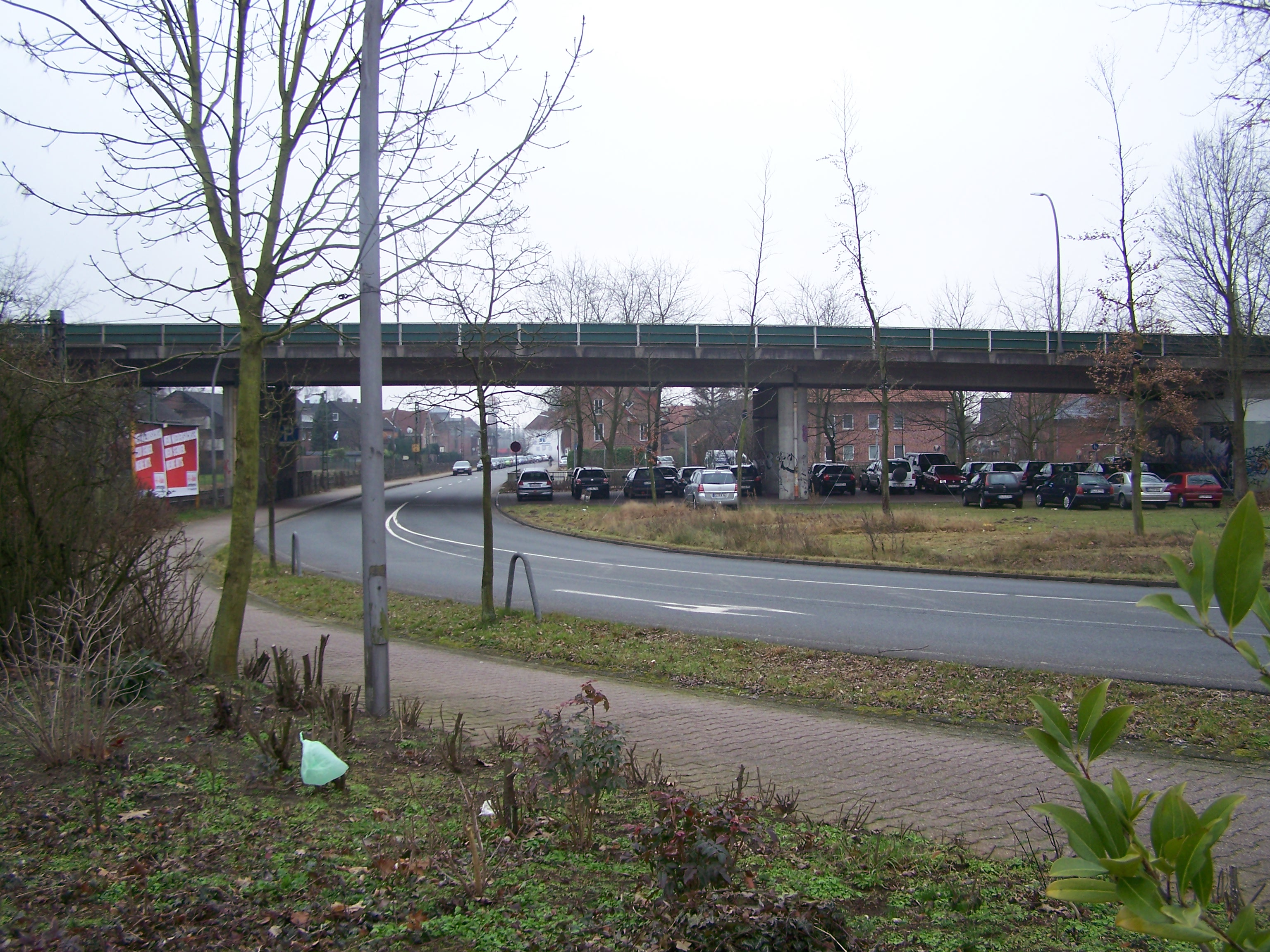
Etwa in diesem Bereich befand sich der Bahnhof Lingen der LBQ

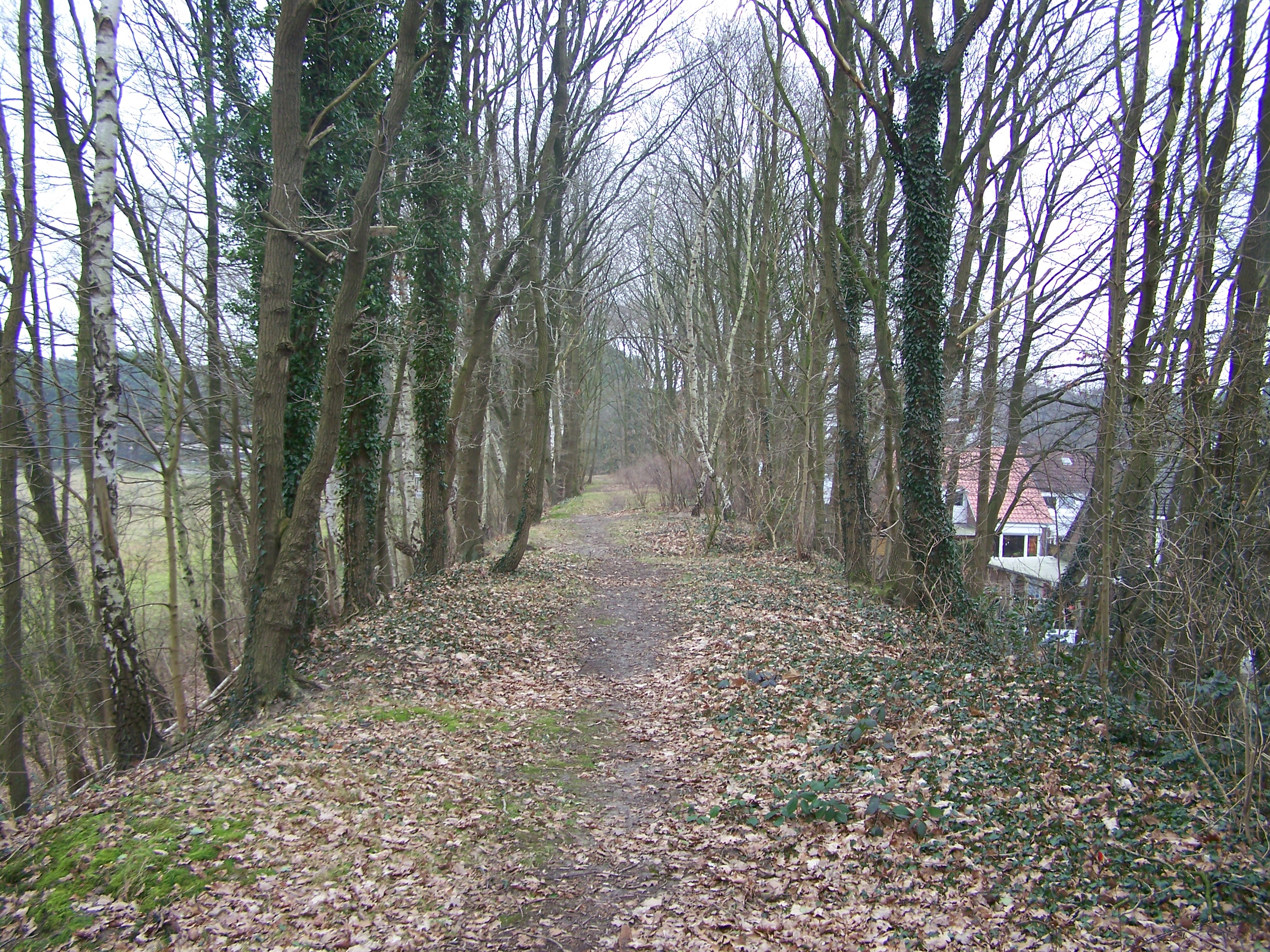
Ehemaliger Bahndamm in der Nähe der Brücke (Blickrichtung Berge)

Die Strecke der Kleinbahn hatte eine Länge von 56,9 km und begann am Kleinbahnhof Lingen, der sich einige hundert Meter nördlich des Bahnhofs der Staatsbahn befand. Reisende mussten diese Strecke zu Fuß zurücklegen. Hier befanden sich auch die Werkstatt und der größte der drei Lokschuppen der Bahn. Außerdem existierte eine Grube für Rollwagen zum Wagenaustausch mit der Staatsbahn. Vom Bahnhof zweigte ferner eine Stichstrecke zum Lingener Hafen am Dortmund-Ems-Kanal ab, an der auch mehrere Lingener Firmen Gleisanschlüsse besaßen. Für das Umladen von Gütern stand am Hafen ein dampfbetriebener Kran zur Verfügung.
Nach der Ausfahrt aus dem Lingener Bahnhof überquerte die Kleinbahn auf einer Brücke die Staatsbahnstrecke und passierte die Bedarfshaltestelle Lingen-Stadtflur. Dann ging es über Clusorth und Plankorth weiter nach Bawinkel. In diesem Bahnhof, dessen Empfangsgebäude heute noch steht, wurden hauptsächlich Holz und Vieh umgeschlagen.
Von hier aus ging es vorbei an der Bedarfshaltestelle Bregenbeck nach Gersten, dann weiter über die Bedarfshaltestelle Lengerich, den Bahnhof Wettrup und eine Ladestelle am Kloster Handrup nach Vechtel, das etwa auf der Mitte der Strecke lag und seit 1911 einen Lokschuppen besaß, da hier die Abendzüge aus beiden Richtungen endeten und morgens wieder eingesetzt wurden.
Weiter führte die Strecke über Ohrtermersch nach Ohrte. Dort gab es seit etwa 1910 einen Abzweig zur Ziegelei, die mit ihrem Bedarf an Kohle und dem Transport von Klinker und Tonrohren einer der wichtigsten Frachtkunden der Kleinbahn war.
Die Bahn verließ nun das Flachland und kam ins Berger Hügelland, wo seit 1920 bei Kilometer 35,0 eine Kiesgrube betrieben wurde, die über ein Anschlussgleis verfügte.
Kurz darauf wurde mit dem Bahnhof Berge die größte Zwischenstation erreicht. Von hier wurde vor allem Holz aus den Berger Waldungen abgefahren. Danach folgten die Stationen Dalvers und Renslage, etwas weiter gab es von 1936 bis 1945 eine Bedarfshaltestelle für ein Reichsarbeitsdienstlager. Anschließend ging es über Andorf weiter nach Menslage. Von hier ging es über die Bedarfshaltestellen Schandorf, Wierup, den Bahnhof Bottorf und die Bedarfshaltestellen Wasserhausen und Hasebrücke zum Bahnhof Quakenbrück. Dieser Bahnhof lag dem Staatsbahnhof etwas versetzt gegenüber, auch hier war jedoch ein direktes Umsteigen zwischen Klein- und Staatsbahn aufgrund von rechtlichen Streitigkeiten nicht möglich, die Reisenden mussten einen mehrere hundert Meter langen Umweg zu Fuß zurücklegen.
Eigene Bahnhofsgebäude besaß die Kleinbahn nur in Lingen, Bawinkel, Gersten, Wettrup, Berge, Menslage und Quakenbrück. An den übrigen Stationen wurde der Verkauf der Fahrkarten und die Stückgutabfertigung durch Agenten, oftmals die Dorfwirte, erledigt.

## Fahrzeuge

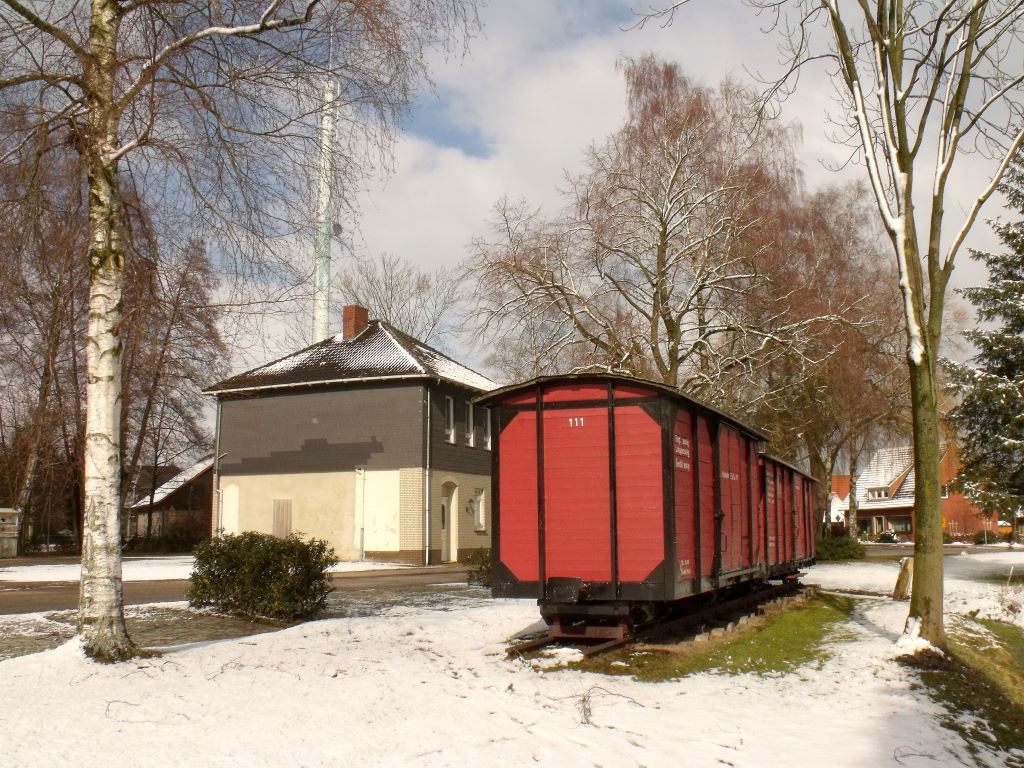
Zwei Güterwagen der Kleinbahn stehen als Denkmal vor dem ehemaligen Empfangsgebäude in Berge

Der Bestand an Lokomotiven und Wagen war recht bescheiden: Zur Betriebseröffnung gab es vier Lokomotiven, fünf Personenwagen, zwei Post-/Gepäckwagen und 22 Güterwagen, davon 15 offene, sechs gedeckte und ein Langholzwagen.
Die ersten Lokomotiven waren dreiachsige Tenderlokomotiven von Hanomag. 1908 kam eine weitere baugleiche Lok hinzu. Mit diesen fünf Lokomotiven wurde bis 1922 der Verkehr bewältigt. Da aber die Züge länger und schwerer wurden, mussten neue Lokomotiven beschafft werden, die drei der alten Loks ersetzten. Dieses waren wiederum Tenderlokomotiven, diesmal aber von der Firma Borsig mit der Achsfolge C1'h2t. 1936 wurde eine gebrauchte Malletlokomotive von der Kreisbahn Osterode–Kreiensen erworben, die aber im Zweiten Weltkrieg abgegeben werden musste. Aufgrund des Lokmangels nach dem Krieg kaufte man 1948 noch eine gebrauchte Malletlok von der Gartetalbahn.
Anfänglich besaß die Kleinbahn fünf Personenwagen mit jeweils einem Abteil 2. Klasse und zwei Abteilen 3. Klasse. Dies war für eine ländliche Kleinbahn eine Besonderheit, da die damalige 2. Klasse wesentlich höheren Komfort als heute bot und gerade im ländlichen Raum kaum nachgefragt wurde. Die Abteile 2. Klasse wurden daher später wieder ausgebaut. Einige Jahre später wurden noch zwei weitere Personenwagen gekauft, ausschließlich mit 3. Klasse. Einer der ursprünglichen Personenwagen wurde später in einen Packwagen umgebaut, so dass die Kleinbahn drei Packwagen besaß.
Entgegen dem zeitlebens spärlich bleibenden Personenverkehr entwickelte sich auf der Kleinbahn jedoch rasch ein starker Güterverkehr, darum wuchs der anfängliche Bestand an Güterwagen rasch an. Kurz vor der Stilllegung bestanden schließlich 29 geschlossene und 40 offene Güterwagen. Dazu kamen noch vier Rollwagen, für den Transport von normalspurigen Güterwagen vom Bahnhof Lingen zum Lingener Hafen und später bis nach Bawinkel. Auf dem nördlichen Streckenabschnitt wurden keine Rollwagen eingesetzt, die Güter wurden am Quakenbrücker Bahnhof von Hand zwischen den Wagen der Kleinbahn und der Staatsbahn umgeladen.
Eine Besonderheit ist, dass sich zwei für Kleinbahnen nicht übliche Klappdeckelwagen für den Transport von Kalk nachweisen lassen, die aber bereits vor der Einstellung des Betriebes wieder aus der Fahrzeugliste gestrichen waren. Grund hierfür war der hohe Bedarf an Kalk in der dortigen Landwirtschaft.

## Nach der Stilllegung

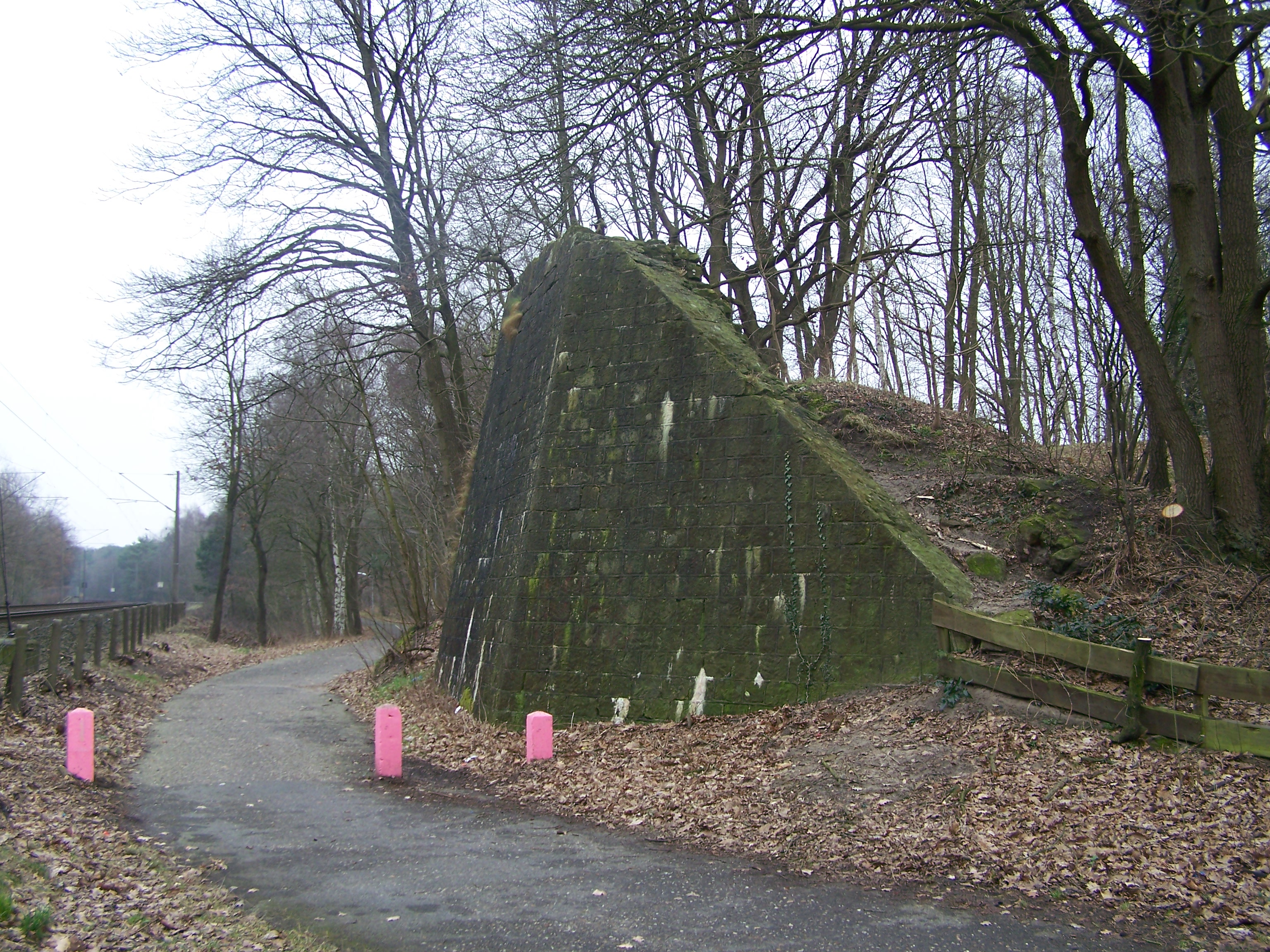
Östliches Widerlager der ehemaligen Brücke über die Staatsbahn in Lingen

Nach der Stilllegung blieb der Lokschuppen in Lingen noch einige Jahre stehen, wurde aber im Rahmen des Neubaus einer Straßenbrücke (Nordbrücke, heute Ludwig-Erhard-Brücke) Ende der 1970er Jahre auch abgerissen. Somit erinnern nur noch die erhaltenen Bahnhofsgebäude in Bawinkel und Quakenbrück an die Kleinbahn, ferner sind noch Reste der steinernen Brückenwiderlager sowie des Bahndamms in Höhe der Überquerung der Staatsbahn in Lingen erhalten. Das Empfangsgebäude in Berge wurde 2013 abgerissen.
Der Heimatverein Berge kümmert sich um das Andenken der Kleinbahn, so wurden 25 Jahre nach der Einstellung des Betriebs im Jahr 1977 zwei Güterwagen am ehemaligen Bahnhof in Berge als Denkmal eingeweiht.